# Спеддинг, Скотт
Скотт Леонард Спеддинг (англ. Scott Leonard Spedding, родился 4 мая 1986 года в Крюгерсдорпе) — французский регбист южноафриканского происхождения, фуллбэк.

## Карьера

### Клубная
Скотт обучался с 1999 по 2003 год в колледже Святого Иоанна в Йоханенсбурге и был капитаном его регбийной команды. Одним из одноклассников Скотта был будущий велогонщик-победитель «Тур де Франс» Крис Фрум. В чемпионате провинций Скотт выступал за «Голден Лайонс» и «Натал Шаркс». В чемпионате Франции выступал за «Брив Коррез» и «Авирон Байонне», с 2015 года защищает цвета «Клермон Овернь».

### В сборной
Ранее Спеддинг выступал за молодёжную сборную ЮАР, с ней он дошёл до финала чемпионата мира 2006 года среди команд до 20 лет, проходившего во Франции (ЮАР проиграла хозяевам в финале). Скотт, приехав во Францию в возрасте 21 года, изъявил своё желание играть за французскую сборную. Прожив во Франции 7 лет, он получил в 2014 году заветный французский паспорт и дебютировал 8 ноября 2014 в поединке против Фиджи за французскую сборную.
В январе 2015 года Спеддинг был включён в заявку из 31 человека на Кубок шести наций 2015, а затем и в заявку на чемпионат мира по регби в Англии.